# Georg Ernst Stahl
Georg Ernst Stahl (n. 22 octombrie 1659 - d. 24 mai 1734) a fost un chimist și medic german.
El a fost, de asemenea, discipolul chimistului Johann Joachim Becher, care a pus bazele teoriei flogisticului.